# Studia Filozoficzne
Studia Filozoficzne (с пол. — «Философские исследования») — важнейший польский философский журнал, заменивший «Myśl Filozoficzna» («Философская мысль») и издававшийся в 1957—1990 гг. Институтом философии и социологии Польской академии наук. Очередные выпуски журнала выходили из печати нерегулярно, с промежутком от месяца до квартала.
Первый номер журнала появился в ноябре 1957 г. В редакторской ноте сообщалось:
Журнал «STUDIA FILOZOFICZNE», первый номер которого отдаём в руки читателей, является органом Института философии и социологии Польской академии наук. Журнал будет выходить один раз в два месяца и публиковать работы в области всех дисциплин, традиционно считаемых философскими, — истории философии, логики, теории познания, теории и методологии науки, этики, эстетики, культурологии.
В состав редколлегии первого номера журнала вошли:
- Главный редактор Лешек Колаковский,
- заместители главного редактора Helena Eilstein и Klemens Szaniawski,
- ответственный секретарь Jerzy Rudzki,
- редакционный совет:
  - Казимеж Айдукевич
  - Бронислав Бачко
  - Юлиан Хохфельд
  - Maria Kokoszyńska
  - Тадеуш Котарбинский
  - Ян Легович
  - Анджей Мостовский
  - Мария Оссовская
  - Адам Шафф
  - Bogdan Suchodolski
  - Ян Щепаньский

Первый номер открывала статья Тадеуша Котарбинского «Философ» — резюме лекции, прочитанной в 1947 году.
На смену «Studia Filozoficzne» пришли два журнала: «Przegląd Filozoficzny. Nowa Seria» и издаваемый в Кракове Kwartalnik Filozoficzny.